# Gorybia quadrispinosa
Gorybia quadrispinosa är en skalbaggsart som beskrevs av Maria Helena M. Galileo och Martins 2008. Gorybia quadrispinosa ingår i släktet Gorybia och familjen långhorningar. Inga underarter finns listade i Catalogue of Life.